# جووردانو کولاوسیگ
جووردانو کولاوسیگ (انگلیسی: Giordano Colausig؛ زادهٔ ۱۶ دسامبر ۱۹۴۰) بازیکن فوتبال اهل ایتالیا است.
از باشگاه‌هایی که در آن بازی کرده‌است می‌توان به باشگاه فوتبال اینتر میلان، باشگاه فوتبال پروجا، باشگاه فوتبال یوونتوس، باشگاه فوتبال آ.اس. رم، باشگاه فوتبال برشا، باشگاه فوتبال جنوآ، و باشگاه فوتبال ویچنزا اشاره کرد.